# Хрисанф Мадитский
Хриса́нф Мади́тский, Хрисанф из Мадита (греч. Χρύσανθος ὁ ἐκ Μαδύτων, Χρύσανθος ὁ ἐκ Μαδύτου; англ. Chrysanthos of Madytos; около 1770 — 1846, Бурса) — греческий учёный музыкант, педагог, священнослужитель. Совместно с Хурмузием Архивариусом и Григорием Протопсалтом (так называемые «три дидаскала») реформировал нотацию византийской церковной музыки и заложил основы её понимания в XIX—XX веках.

## Очерк жизни и творчества
Родился в Мадите (Южная Фракия, ныне турецкий город Эджеабат) около 1770 года. Изучал греческое церковное пение в Константинополе у Петроса Византийского (Petros Byzantios, ум. 1808). Был также хорошо осведомлён в арабской и оттоманской традиционной музыке, знал латынь и французский. За реформаторскую деятельность был сослан в родной Мадит, но при содействии благоволившего ему митрополита Мелетия Гераклийского (1794–1821) в 1814 году вернулся в Константинополь, познакомился с Хурмузием и Григорием и вместе с ними продолжил работу по реформированию церковной музыки. В 1819 году возведён в сан архиепископа Диррахия (др.-греч. Δυρράχιον) в Эпире, где жил до 1833 года. С 1836 года до конца жизни — митрополит Прусы (др.-греч. Προύσα) в Вифинии.
Хрисанф — автор труда о музыке, оказавшего значительное влияние на теорию и практику греческого («неовизантийского») церковного пения в XIX—XX веках:
- Θεωρητικὸν μέγα τῆς μουσικῆς. Τεργέστη: Michele Weis, 1832 («Большой теоретический труд о музыке», в профессиональном жаргоне — «Большой теоретикон»). Критическое издание Г. Константину: Τὸ ἀνέκδοτο αὐτόγραφο τοῦ 1816: Τὸ ἔντυπο τοῦ 1832 / ᾿Εκδ. Γ. Ν. Κωνσταντίνου. ᾿Αθήνα, 2007. Английский перевод: Chrysanthos of Madytos. Great theory of music / transl. by K. Romanou. New Rochelle, NY, 2010. «Большой теоретикон» состоит из двух частей. В первой части излагаются принципы нотации «трёх дидаскалов» (так называемый Новый метод). Вторая часть представляет собой «амбициозную, но неудачную попытку дать очерк всеобщей истории музыки от Потопа до современности»[2].

Целью реформы Хрисанфа было упрощение византийской невменной нотации, которая к началу XIX века воспринималась как исключительно сложная, доступная лишь высоко профессиональным певчим. Он предложил собственную разновидность сольмизации, с использованием первых семи букв греческого алфавита: Πα Βου Γα Δι Κε Ζω Νη (слоги соответствуют ступеням звукоряда DEFGAHC). Кроме того, Хрисанф предложил новую систематику восьми гласов на основе трёх родов мелоса — диатоники, хроматики и энармоники, описал возможные переходы (метаболы) по роду. Всё с той же целью упрощения Хрисанф пересмотрел церковные распевы XIV-XV веков, заменив оригинальные призна́ки (cheironomiai, нотировались красным цветом под «обычными» чёрными невмами) понятными звуковысотными «позициями» (theseis). Благодаря этому обширный репертуар византийской монодии стал доступен обычным певчим, не умудрённым в тонкостях средневизантийской нотации. 
Хрисанфу принадлежит также (более ранний) труд, который рассматривается как подход к «Большому теоретикону»:
- Εισαγωγή εις το θεωρητικόν και πρακτικόν της εκκλησιαστικής μουσικής συνταχθείσα προς χρήσιν των σπουδαζόντων αυτήν κατά την νέαν μέθοδον παρά Χρυσάνθου του εκ Μαδύτων, διδασκάλου του θεωρητικού της μουσικής. Paris, 1821 (Введение в теорию и практику церковной музыки, написанное в помощь изучающим Новый метод по Хрисанфу Мадитскому, преподавателю музыкальной теории).